# Barbara Longhi
Barbara Longhi (Ravenna, 21 settembre 1552 – Ravenna, 23 dicembre 1638) è stata una pittrice italiana.

## Biografia
Fu stimata ritrattista, ma solo poche sue opere ci sono pervenute, in parte riconducibili all'attività svolta nella bottega del padre, dove le era affidato il compito di produrre piccole tele su tema religioso, destinate alla devozione privata.
Nacque a Ravenna, dove trascorse l'intera sua esistenza. Era figlia di Luca (1507–1580), noto pittore manierista e di Bernardina Baronzelli. Come suo fratello maggiore Francesco (1544–1618), ricevette le prime nozioni pittoriche nella bottega paterna. Collaborò anche alla realizzazione di pale d'altare, entrando così in contatto con il processo di commercializzazione, che allora si svolgeva attraverso mecenati. Completò la sua formazione nel 1570, ma i suoi legami con la famiglia e con la bottega del padre rimasero forti. Si conosce poco della sua vita e s'ignora se si sia mai sposata.

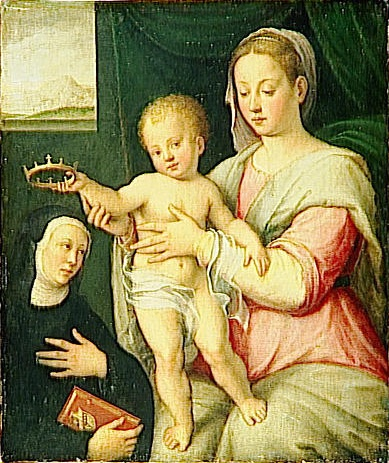
Barba Longhi - Vergine con Bambino e santa, 1590–1595

Della sua produzione come ritrattista ci è pervenuto solo il ritratto di un Monaco Camaldolese - uno dei pochi che include una data, anche se l'ultima cifra non è del tutto leggibile (1570 o 1573?) - e unico raffigurante un soggetto maschile adulto. Lo ha ritratto nel suo studio, vestito del saio bianco camaldolese, tra i suoi libri aperti e scritti a mano. Questo dipinto si conserva oggi al Museo d'arte della città di Ravenna.
Due sue tele di piccolo formato, a soggetto religioso, sono state da lei siglate e una è datata. Una pala d'altare a Russi è firmata per esteso e datata 1618.
La Santa Caterina d'Alessandria, oggi al Museo d'arte della città di Ravenna, proviene dal monastero di Classe in Ravenna. Nelle Nozze di Cana, dipinto ad olio su un muro del refettorio dello stesso convento di Classe, opera di Luca Longhi del 1579-1580 poi ultimata da suo figlio Francesco, secondo la tradizione riconosciuta la donna in primo piano, rivolta verso lo spettatore, sarebbe un autoritratto di Barbara Longhi.